# バスケットLIVE
バスケットLIVE（バスケット・ライブ）は、ソフトバンク株式会社がLINEヤフー株式会社（旧ヤフー株式会社）と協力して運営する、日本国内のバスケットボール専門の定額制動画配信サービスである。

## 概要
ソフトバンクは2016年からスポーツ動画および情報コンテンツ配信サービスとしてスポナビライブを提供しており、このサービスを用いる前提でジャパン・プロフェッショナル・バスケットボールリーグ（B.LEAGUE）との間でパートナー契約を締結していた。しかし、スポナビライブを2018年5月末をもってサービスを終了することになった。B1リーグを含むコンテンツ配信権の大半はスポーツ動画配信大手のDAZNが承継したが、ソフトバンクとしてB.LEAGUEとのパートナー契約はスポナビライブ終了後も継続することになり、改めて同リーグの動画配信サービスとして立ち上げたのがこのバスケットLIVEである。
2017年からはソフトバンクが日本バスケットボール協会（JBA）への支援も開始しており、配信サービス開始は2018年6月29日のFIBAバスケットボールワールドカップ2019アジア地区1次予選 日本 対 オーストラリアだった。国内バスケットボール各試合のライブ配信に加えて見逃し配信（原則30日）やハイライト、インタビュー、特集など関連動画も配信されている。
LINEヤフーが展開するポータルサイト「Yahoo! JAPAN」内のスポーツサイト「スポーツナビ」においても当サービスと同じ動画が配信されている。
2019年12月11日より、Amazon Prime Videoにて有料チャンネル「バスケットLIVE for Prime Video」を開設し、B1リーグの公式戦を配信している。

## 視聴デバイス・料金
スマートフォン、タブレット、パソコンに加えてテレビでの視聴も可能。HDMI接続されたスマートテレビあるいはApple TV、Amazon Fire TV、Chromecast（第3世代）に接続して視聴することができる。
当初SoftBank（LINEMO及び法人契約は除く）あるいはY!mobileのスマートフォンでは追加料金なしで利用が可能であったが、他のデバイスではYahoo!プレミアム（月額税込508円）への加入が必要となっていた。ただし、ライブ・見逃し配信以外のコンテンツはYahoo!プレミアム未加入でも視聴可。なお、2023年9月19日を以てYahoo!プレミアム会員特典としての提供は終了され、28日より新料金プランを開始（月額550円、年額5,500円。但し11月までは無料キャンペーン実施。27日10:00から12月1日8:59までのメンテナンスを経て12月より本格開始）。
バスケットLIVE for Prime Videoについてはプライム会員（月額600円）に加入した上で月額300円を追加する必要がある。

## 配信されるコンテンツ
- B.LEAGUE（B1・B2）

レギュラーシーズン、プレーオフ（チャンピオンシップ、B2プレーオフ）全試合、オールスターウィークエンド全日程と一部プレシーズン、アワードショー。
2024-25シーズン現在、B2のハイライト動画は配信されていない（サービス開始当初は配信されていた）。
上記のメンテナンスによるサービス停止期間中に行われるB1・島根スサノオマジック VS 千葉ジェッツ戦については代替措置としてB.LEAGUE公式YouTubeチャンネルにてライブ配信、メンテナンス終了後に当サービスにて見逃し配信されることになった。
- B3.LEAGUE（B3）

2024-25シーズンより配信開始。
2023-24シーズンまではヒューマンアカデミー運営のB3TVで実施。
2022年B2昇格決定戦についてはB3TVと並行して配信された。
2023-24シーズンはプレーオフのうち、セミファイナル及びファイナルを配信した。
- Wリーグ

2018-19シーズンはレギュラーシーズン1週1試合、オールスター、プレーオフをライブ配信していたが、一部ディレイ配信となる試合もあった。
2019-20シーズン以降はユナイテッドカップ（旧オータムカップ）、レギュラーシーズン、オールスター、プレーオフ全試合ライブ配信を行っている。
なお、当サービス開始前よりヒューマンアカデミーが運営するリーグ公式の動画配信サイト「W-TV」にて無料配信が行われていたが、以降も2020-21シーズンまで継続されていた。2021-22シーズンはSPOTV NOW（旧・SPOZONE） にて全試合無料配信していた。
2022-23シーズンより当サービスの独占配信となった。
- バスケットボール日本代表の試合

ワールドカップアジア予選、国内親善試合など。主に地上波及びBSでの無料生中継がない試合を配信。
2023年ワールドカップ本大会は第1戦のドイツ戦と第2戦のフィンランド戦をライブ配信した他、ハイライト等も配信。
- 天皇杯・皇后杯

天皇杯（男子）は3次ラウンド以降、皇后杯（女子）はファイナルラウンド全試合。
2次ラウンドについてはJBA公式YouTubeチャンネルにてライブ配信。
- 全日本大学バスケットボール選手権大会

2022・2023年大会の男子準決勝以降はディレイ配信（生中継はUNIVAS LIVE及びJ SPORTS）。
- SoftBank ウインターカップ

都道府県予選含む。
- インターハイ

当初よりブロック大会を配信していたが、2024年は本大会のうち3回戦以降も配信、2025年より全試合配信となり、そのうち3回戦から準決勝までは生中継（インハイ.TVにて全試合生中継）。
- U18日清食品リーグ

トップリーグ全試合とブロックリーグの一部試合。
- Jr.ウインターカップ
- 全国中学校バスケットボール大会
- 全国ミニバスケットボール大会

他
過去
- 東アジアスーパーリーグ

2022-23シーズンに配信。2023-24シーズンより配信権がU-NEXTに変更。

## 主な配信番組

### B.WEEK!!リターンズ
Bリーグ情報番組。初回配信は毎週金曜日。
2016年11月25日にスポナビライブにて『B.WEEK!!』のタイトルで配信開始されたが、同サービスとともに番組終了。2020年10月9日、バスケットLIVEにて『B.WEEK!!リターンズ』のタイトルで再開された。
出演者
- ナビゲーター：今井麻椰
- レギュラーゲスト：田村裕（麒麟）

その他、適宜現役Bリーガーなどもゲストとして出演。

### バスケ☆FIVE スピンオフ特集
テレビ朝日系列で放送中の情報番組『バスケ☆FIVE〜日本バスケ応援宣言〜』からのスピンオフ企画を配信。

### Bリーグ全力応援!バスケ魂 presented by バスケットLIVE
BS10と同時・見逃し配信。

## バスケットLIVE Presents On Fire賞
2020年に創設されたバスケットLIVEのアプリ限定応援機能（ファイア）を利用した月間表彰制度である。
B1・B2全クラブを対象に1か月で最もファイアされたクラブ・選手を表彰する。オールスターゲームでも1試合で最もファイアされた選手を同様に表彰されることになった。
受賞者は「B.WEEK!!リターンズ」にて発表される。
2022-23シーズンよりWリーグも表彰。
| 季      | 順位 | B1（クラブ）           | B1（選手）                | B2（クラブ）             | B2（選手）                 | W（クラブ）                         | W（選手）           |
| ------- | ---- | ---------------------- | ------------------------- | ------------------------ | -------------------------- | ----------------------------------- | ------------------- |
| 2020-21 | 1位  | 秋田ノーザンハピネッツ | 中山拓哉（秋田）          | 熊本ヴォルターズ         | マイケル・パーカー（群馬） |                                     |                     |
|         | 2位  | 富山グラウジーズ       | 長谷川暢（秋田）          | 群馬クレインサンダーズ   | 石川海斗（熊本）           |                                     |                     |
|         | 3位  | レバンガ北海道         | 野本建吾（秋田）          | 西宮ストークス           | トレイ・ジョーンズ（群馬） |                                     |                     |
| 2021-22 | 1位  | 秋田ノーザンハピネッツ | 中山拓哉（秋田）          | 熊本ヴォルターズ         | 磯野寛晃（熊本）           |                                     |                     |
|         | 2位  | 宇都宮ブレックス       | 比江島慎（宇都宮）        | 愛媛オレンジバイキングス | 本村亮輔（熊本）           |                                     |                     |
|         | 3位  | レバンガ北海道         | 古川孝敏（秋田）          | 福島ファイヤーボンズ     | 俊野佳彦（愛媛）           |                                     |                     |
| 2022-23 | 1位  | 秋田ノーザンハピネッツ | 中山拓哉（秋田）          | 熊本ヴォルターズ         | 磯野寛晃（熊本）           | 富士通レッドウェーブ                | 町田瑠唯 (富士通)   |
|         | 2位  | 横浜ビー・コルセアーズ | 比江島慎（宇都宮）        | アルティーリ千葉         | 大塚裕土（A千葉）          | ENEOSサンフラワーズ                 | 長岡萌映子（ENEOS） |
|         | 3位  | 宇都宮ブレックス       | 長谷川暢（秋田）          | バンビシャス奈良         | 宇都直輝（奈良）           | 新潟アルビレックスBBラビッツ        | 坂田侑紀奈(新潟）   |
| 2023-24 | 1位  | 宇都宮ブレックス       | 比江島慎(宇都宮）         | 熊本ヴォルターズ         | 山本翔太(熊本）            | 富士通レッドウェーブ                | 町田瑠唯 (富士通)   |
|         | 2位  | 琉球ゴールデンキングス | 富樫勇樹（千葉J)          | 福島ファイヤーボンズ     | 駒沢颯(熊本）              | 新潟アルビレックスBBラビッツ        | 中村華祈（新潟）    |
|         | 3位  | 秋田ノーザンハピネッツ | ジャック・クーリー(琉球） | 滋賀レイクス             | アーロン・ホワイト(熊本）  | シャンソン化粧品シャンソンVマジック | 宮澤夕貴（富士通）  |
| 2024-25 | 1位  | 宇都宮ブレックス       | 比江島慎（宇都宮）        | 熊本ヴォルターズ         | 磯野寛晃（熊本）           | 富士通レッドウェーブ                | 町田瑠唯（富士通）  |
|         | 2位  | 琉球ゴールデンキングス | ヴィック・ロー（琉球）    | 青森ワッツ               | 山本翔太（熊本）           | 新潟アルビレックスBBラビッツ        | 坂田侑紀奈(新潟）   |
|         | 3位  | 千葉ジェッツ           | 富樫勇樹（千葉J）         | アルティーリ千葉         | 寺島恭之介（青森）         | シャンソン化粧品シャンソンVマジック | 中村華祈（新潟）    |